# Lamar (Kolorado)
Lamar – miasto w Stanach Zjednoczonych, w stanie Kolorado, siedziba administracyjna hrabstwa Prowers.